# Alexis-Jacques-Louis-Marie Lhomme de La Pinsonnière
Pour les articles homonymes, voir Lhomme.
Alexis-Jacques-Louis-Marie Lhomme, comte de La Pinsonnière (30 juin 1788, Civray-de-Touraine - 14 août 1869, château de Civray-de-Touraine), est un militaire et homme politique français.

## Biographie
Fils de Louis-Claude Lhomme de La Pinsonnière, écuyer, ancien capitaine, chef de bataillon au régiment de Bourbon, chevalier de l'ordre de Saint-Louis, et pensionnaire de sa majesté, et de Marie-Françoise-Charlotte Bigot de Freulleville, il servit comme officier à la fin de l'empire, et reçut la croix de la Légion d'honneur. Retiré ensuite dans ses propriétés, il s'y occupe d'agriculture. 
Élu, le 19 juillet 1830, député du grand collège d'Indre-et-Loire, il fut successivement réélu, le 5 juillet 1831, dans le 3e collège du même département (Loches), contre Le Voyer d'Argenson; le 21 juin 1834, contre Odilon Barrot ; le 4 novembre 1837. Il appuya de ses votes le gouvernement de Louis-Philippe, opina pour les lois de septembre et de disjonction, et fut membre de la commission de l'Adresse en 1839. Partisan des idées de la minorité de cette commission, il proposa divers amendements qui furent repoussés. 
Ayant échoué aux élections du 2 mars 1839, avec 126 voix contre 144 à Taschereau, il fut nommé pair de France huit jours après (15 mars), siégea silencieusement parmi les ministériels de la Chambre haute, et fut rendu à la vie privée par la révolution de 1848.
Il est le gendre du général Jean Jacques Liébert.

## Sources
- « Alexis-Jacques-Louis-Marie Lhomme de La Pinsonnière », dans Adolphe Robert et Gaston Cougny, Dictionnaire des parlementaires français, Edgar Bourloton, 1889-1891 [détail de l’édition]